# Haematopota scutellata
Haematopota scutellata är en tvåvingeart som först beskrevs av Olsufjev, Moucha och Chvala 1964.  Haematopota scutellata ingår i släktet Haematopota och familjen bromsar. Inga underarter finns listade i Catalogue of Life.